# حفار شرقی
حفار شرقی (نیز سوره)، روستایی از توابع شهرستان خرمشهر در استان خوزستان در ایران است.

## جمعیت
این روستا در دهستان حومه شرقی قرار داشته و براساس سرشماری سال ۱۳۸۵جمعیت آن ۱٬۹۸۰نفر (۴۱۱خانوار) بوده است.
این روستا در بخش مرکزی این شهرستان و در شمال غربی و درفاصله ۵/۵ کیلومتری خرمشهر قرار گرفته است. ارتفاع آن از سطح دریا حدود سه متر است و آب وهوای گرم و خشک دارد. این روستا در کنار راه خرمشهر به شلمچه به طرف مرز ایران و عراق واقع شده است.